# Ain't Misbehavin' (film)
Ain't Misbehavin' este un film muzical american din 1955 regizat de Edward Buzzell. Rolurile principale sunt interpretate de actorii Rory Calhoun, Piper Laurie, Jack Carson și Mamie Van Doren.

## Distribuție
- Rory Calhoun - Kenneth Post
- Piper Laurie - Sarah Bernhardt Hatfield
- Jack Carson - Hal Nort
- Mamie Van Doren - Jackie
- Reginald Gardiner - Anatole Piermont Rogers
- Barbara Britton - Pat Beaton